# Doyen de Chichester

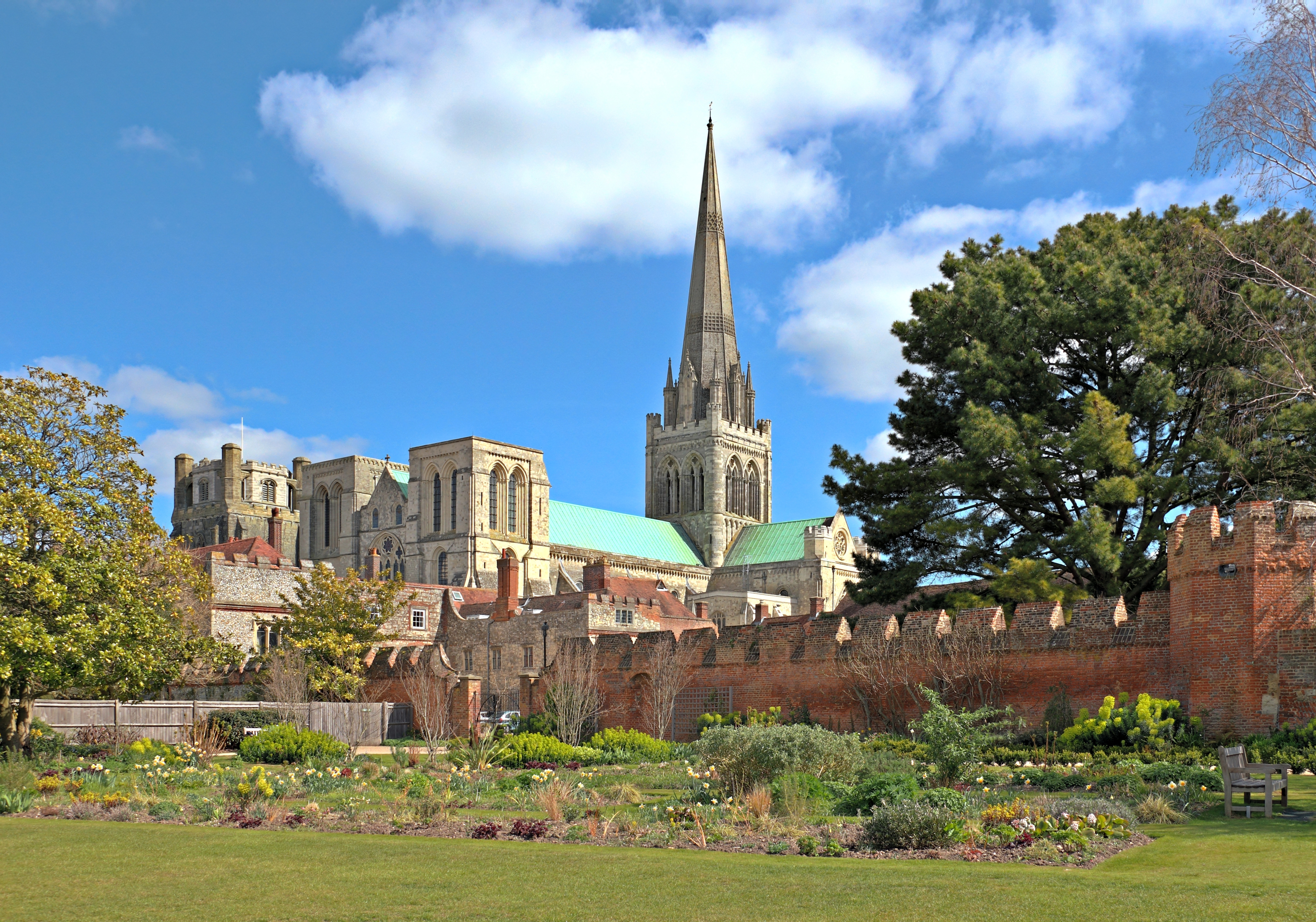
Cathédral de Chichester.

Le doyen de Chichester (Dean of Chichester en anglais) est un ecclésiastique anglican, doyen de la cathédrale de Chichester dans le west Sussex, en Angleterre, et le président (primus inter pares) de son chapitre de chanoines.
L'évêque Ralph est crédité de la fondation de la cathédrale actuelle après que la structure originale qui avait été construite par Stigand a été en grande partie détruite par le feu en 1114.
Ralph n'a pas limité ses activités à la seule reconstruction de la cathédrale, il a prévu une constitution plus complète de son chapitre en créant également les offices de doyen, precentor, chancelier et trésorier. Leur fonction était d'assurer la bonne conduite des services de l'église, le soin de l'église et la supervision des subalternes,. Sous le contrôle de ces quatre fonctionnaires, on trouvait les chanoines de la cathédrale qui à l'époque médiévale étaient au nombre de vingt-six. Le doyen aurait été élu par les chanoines, et n'aurait le pouvoir d'agir en matière administrative qu'avec leur consentement. Cependant, le doyen et son état-major étaient soumis à l'autorité de l'évêque.
Le doyen dirigeait la communauté de la cathédrale et avait juridiction sur toutes les paroisses de la ville de Chichester, à l'exception de All Saints, qui était sous l'autorité de l'archevêque de Canterbury. Les quatre postes antiques de doyen et de canons existent toujours dans la cathédrale et leurs fonctions sont semblables à leur rôle antique, bien que quelque peu diminué, car d'autres organisations d'église ont maintenant repris une partie de leurs pouvoirs.
Suit une liste des doyens de Chichester, de l'époque de Mgr Ralph, à l'actuel doyen, Stephen Waine.

## Liste des doyens
| - 1115 Odo - 1115 Richard - 1125 Matthew - 1144 Richard - 1150 John de Greneford (plus tard Évêque de Chichester, 1173) - 1176 Jordan de Meleburn - 1178 Seffrid II (plus tard Évêque de Chichester, 1180) - 1180 Matthew de Chichester - 1190 Nicholas de Aquila - 1197 Seffride - 1210–1212 Entre les mains du roi - 1220 Simon de Perigord - 1230 Walter - 1232 Thomas de Lichfield - 1250 Geoffrey - 1256 Walter de Glocestria - 1295 Thomas de Berghstede | - ?-1306 William de Grenefeld (plus tard Archevêque d'York, 1306) - 1307-1308 Raymond de Got ou Raimundus de Got, Cardinal Deacon de Santa Maria Nova - 1308-1316John de St Leophardo - 1318-1340 Henry de Garland - ?-1349 Walter de Segrave - 1349-1362William Lenn (plus tard Évêque de Chichester, 1362) - 1362-? Nicholas de Aston - ?-1382 Roger de Freton - 1382–1386 Richard le Scrope (plus tard Évêque de Coventry et Lichfield, 1386) - 1389–1390 William de Lullyngton - ?-1396 Stephen Palosius (Cardinal prêtre de S. Marcellus) - 1396–1399 Christopher Marini (Cardinal prêtre de S. Cyriacus) - 1397–1407 John de Maydenhith (B.C.L.) - 1407–1412 John Haseley - ?–1417 Richard Talbot (plus tard Évêque de Dublin, 1417) - ?–1424 William Milton - 1425 John Patten ou John Waynflete - 1425-? John Crutchere - 1455-1478 John Waynfleet - 1479-1501 John Cloos - 1501-1503 Robert Prychard - 1504-? Geoffrey Symeon - 1507-1510 John Young - 1517-1518 Thomas Larke - 1518-1541 William Fleshmonger ou Foster Doctor of Cannon Law | - 1541–1548 Richard Caurden - 1549–1551 Giles Eyre - 1551–1553 Bartholomew Traheron - 1553 Thomas Sampson (pas installé) - 1553–1557 William Pye - 1558–1566 Hugh Turnbull - 1566–1570 Richard Curteys (plus tard Évêque de Chichester, 1571) - 1570–1577 Anthony Rushe - 1577–1601 Martin Culpepper - 1601–1630 William Thorne - 1630–1634 Francis Dee (plus tard évêque de Peterborough, 1634) - 1634–1635 Richard Steward - 1642 George Aglionby (nominal) - 1646–1660 Bruno Ryves (afterwards Doyen de Windsor, 1660) - 1660–1663 Joseph Henshaw (plus tard évêque de Peterborough, 1663) - 1663–1669 Joseph Gulston - 1669–1671 Nathaniel Crew (plus tard Évêque d'Oxford, 1671) - 1671–1672 Thomas Lambrook - 1672–1688 George Stradling - 1688–1699 Francis Hawkins - 1699–1715 William Hayley - 1715–1727 Thomas Sherlock (plus tard Évêque de Bangor, 1727) - 1727–1735 John Newey - 1735–1739 Thomas Hayley - 1739–1741 James Hargraves - 1741–1754 William Ashburnham (plus tard Évêque de Chichester, 1754) - 1754–1770 Thomas Ball - 1770–1790 Charles Harward (plus tard Doyen d'Exeter, 1790) | - 1790 Combe Miller - 1814–1824 Christopher Bethell - 1824 Samuel Slade - 1830 George Chandler - 1859–1875 Walter Hook - 1876 John Burgon - 1888 Francis Pigou (plus tard Doyen de Bristol, 1892) - 1892 Richard Randall - 1902 John Hannah - 1929 Arthur Duncan Jones - 1955 Walter Hussey - 1977 Robert Holtby - 1989 John Treadgold - 2002–2014 Nicholas Frayling - 2015–présent Stephen Waine |

## Sources
- « Chichester Cathedral », Dean and Chapter of Chichester Cathedral (version du 24 décembre 2008 sur Internet Archive)
- Diana E. Greenway, « Deans », Fasti Ecclesiae Anglicanae 1066–1300: volume 5: Chichester, Institute of Historical Research, 1996 (consulté le 21 août 2012)
- George Hennessy, Chichester Diocese Clergy Lists : Clergy Succession from the earliest time to the year 1900, Londres, St Peters Press, 1900
- Mary Hobbs, Chichester Cathedral : An Historic Survey, Chichester, Phillimore, 1994, 362 p. (ISBN 0-85033-924-3)
- William Page, « Cathedral of Chichester », A History of the County of Sussex: Volume 2, Institute of Historical Research, 1973 (consulté le 23 février 2012)
- W.R.W Stephens, Memorials of the See of Chichester and Cathedral Church of Chichester, Londres, Bentley, 1876 (ISBN 0-7905-6451-3)
- « Who Was Who, A & C Black, 1920–2008; online edn, », Oxford University Press, décembre 2007 (consulté le 26 janvier 2011) – Subscription required.